# Dragon Ball - Episodio di Bardack
Dragon Ball - Episodio di Bardack (ドラゴンボール エピソードオブバーダック?, Doragon Bōru Episōdo Obu Baadakku) è un manga spin-off scritto e disegnato da Naho Ōishi di Dragon Ball di Akira Toriyama, riguardante il padre di Goku, Bardack, pubblicato in tre capitoli sulla rivista V Jump di Shūeisha da giugno ad agosto 2011, come what if, ovvero una storia alternativa ispirata allo speciale televisivo Dragon Ball Z - Le origini del mito prodotto nel 1990. 
Da questo spin-off è stato tratto un adattamento animato della durata di 20 minuti, presentato in Giappone tra il 17 e il 18 dicembre 2011 al Jump Festa, facente parte di un ampio progetto denominato Dragon Ball Force Project. Il cortometraggio è prodotto da Kazuhiko Torishima e diretto da Yoshihiro Ueda.
Lo speciale animato è stato poi distribuito in DVD il 3 febbraio 2012 in Giappone sul magazine Saikyō Jump di Shūeisha assieme all'OAV Dragon Ball: Piano per lo sterminio dei Super Saiyan.
Il manga è inedito in Italia mentre l'anime è uscito in versione sottotitolata in allegato con il videogioco Dragon Ball Z Kinect il 5 ottobre 2012.

## Trama
Lo speciale si apre con Bardack intento ad affrontare da solo Freezer per tentare di salvare il pianeta Vegeta, venendo però investito dalla Supernova del tiranno galattico.
Successivamente, il Saiyan si risveglia sul pianeta Flora, nome indicato dagli abitanti alienoidi che lo hanno soccorso: il Saiyan si rende così conto di esser stato catapultato nel passato. Poco dopo due alieni attaccano il luogo, venendo però facilmente soppressi dal guerriero Saiyan. Dieci giorni dopo, sul pianeta giunge il loro leader, il pirata spaziale Chilled che, venendo scambiato per Freezer, viene attaccato da Bardack, il quale però non si dimostra all'altezza dell'avversario. Quest'ultimo attacca Beri (figlio del medico del villaggio divenuto amico del Saiyan) facendo infuriare Bardack e facendolo così trasformare in Super Saiyan, come fece Goku nella lotta contro Freezer sul pianeta Namecc. Grazie al suo nuovo potere, Bardack sconfigge facilmente Chilled, che però, prima di spirare sull'astronave, riesce a raggiungere i suoi uomini ed a raccomandare loro di avvisare i suoi familiari di prestare attenzione ai guerrieri Sayan, in particolare a quelli che diventano dorati. Lo spin-off si chiude con la voce narrante che lascia intendere che quella potrebbe essere l'origine della leggenda del Super Saiyan.

### Nuovi personaggi
- Chilled (チルド?, Chirudo): l'antagonista principale del cortometraggio. È un antenato di Freezer e dei suoi familiari. Potente e spietato, Chilled è un "pirata spaziale" intento a conquistare vari pianeti tramite l'uso di numerosi scagnozzi, fino a quando due di essi vennero uccisi da Bardack su Flora. Recatosi sul pianeta si batterà con il Sayan dimostrandosi nettamente superiore per poi venir sconfitto dal guerriero trasformatosi in Super Saiyan. Moribondo, riuscirà a raggiungere la propria astronave e, prima di spirare, raccomanderà ai propri uomini di mettere il proprio clan in guardia dai Sayan, in particolare da "quelli che diventano dorati", facendo così nascere la leggenda del Super Sayan. Possiede alcune abilità simili a quelle di Freezer, come la capacità di sopravvivere allo spazio aperto o di allungare la propria coda a dismisura, anche le sue tecniche ricordano molto quelle del tiranno galattico, infatti sa utilizzare attacchi molto simili al Daichiretsuzan e alla Supernova, con quest'ultima ha detto che avrebbe potuto distruggere un pianeta grande quanto Flora. Secondo quanto affermato da lui stesso, Chilled era l'essere più potente dell'intero universo prima della comparsa del Super Sayan, ma non esistono dati ufficiali sulla sua effettiva forza. Similmente ai suoi parenti (Re Cold, Cooler e Freezer), il nome di Chilled è frutto di un gioco di parole attinente al gelo o al freddo. "Chilled", in inglese, significa infatti "refrigerati" o "refrigerato".

- Ebana (イパナ?, Ipana) e Beri (ベリー?, Berī): due abitanti di Flora (il futuro pianeta Vegeta), rispettivamente padre e figlio, che soccorrono Bardack quando quest'ultimo arriva ferito su Flora.

- Tobi (トービ?, Tōbi) e Kabira (キャビラ?, Kyabira): due soldati al servizio di Chilled che, una volta giunti su Flora per conquistarlo, vengono uccisi da Bardack con facilità.